# 北林区
北林区（ほくりん-く）は中華人民共和国黒竜江省綏化市に位置する市轄区。

## 行政区画
12街道、13鎮、2民族鎮、3郷、2民族郷を管轄：
- 街道：紫来街道、愛路街道、大有街道、吉泰街道、東興街道、北林街道、朝旭街道、春雷街道、北辰街道、康荘街道、先鋒街道、東城街道
- 鎮：宝山鎮、西長発鎮、太平川鎮、秦家鎮、双河鎮、三河鎮、四方台鎮、津河鎮、張維鎮、東津鎮、東富鎮、興福鎮、三井鎮
- 民族鎮：綏勝満族鎮、永安満族鎮
- 郷：連崗郷、新華郷、五営郷
- 民族郷：紅旗満族郷、興和朝鮮族郷

## 教育

### 大学
- 綏化学院（中国語版）

## 交通

### 鉄道
- 中国鉄路総公司
  - 中国鉄路ハルビン局集団公司
    - 浜北線（ハルビン方面）- 綏化駅 - 沙園駅 - 秦家駅 - 四方台駅（中国語版） - 張維屯駅（中国語版） -（北安方面）
    - 綏佳線 綏化駅 - 興福駅（中国語版） - 東津駅（中国語版） -（ジャムス方面）

### 道路
- 高速道路
  - 鶴哈高速道路
  - 綏北高速道路

- 国道
  -  G222国道（中国語版）

## 健康・医療・衛生
- 北林区第一人民医院